# Гарибольди, Итало
И́тало Гарибо́льди (итал. Italo Gariboldi; 20 апреля 1879, Лоди — 3 февраля 1970, Рим) — итальянский военный деятель, генерал армии, командующий итальянскими войсками в СССР в 1942—1943 годах.

## Биография
Родился в Лоди 20 апреля 1879 года. Окончил военную академию в 1899 году, воевал в Ливии во время Итало-турецкой войны.
Принял участие в Первой мировой войне, был начальником штаба 77-й дивизии. По окончании войны председательствовал в комиссии по демаркации югославской границы. С 1926 года командовал 26-м пехотным полком, с 1931 года был командующим 5-й бригады. Руководил военной академией в Модене и техническим училищем в Парме.
В 1935—1936 годах командовал 30-й пехотной дивизией «Сабауда» во время Второй итало-эфиопской войны. Его дивизия входила в 1-й корпус, расположенный в Эритрее. Губернатор Аддис-Абебы.
В 1939—1941 годах был командующим 5-й армией, расположенной на границе с французским Тунисом. С началом британскими войсками операции «Компас» в декабре 1940 года временно командовал 10-й армией в связи с болезнью её командующего, генерала Марио Берти. 7 февраля 1941 года, после гибели сменившего Берти корпусного генерала Джузеппе Теллера, принял командование над фактически разгромленной и обескровленной 10-й армией.
25 марта стал генерал-губернатором Ливии и временно принял командование итальянскими войсками в Северной Африке, сменив на этом посту отозванного в Рим маршала Родольфо Грациани. 19 июля сдал командование генералу Этторе Бастико.
В 1942—1943 годах — командующий итальянскими войсками в СССР (Armata Italiana in Russia, итальянская 8-я армия). 1 апреля 1943 года награждён Рыцарским крестом Железного креста.
После свержения режима Муссолини и выхода Италии из войны схвачен германскими войсками и помещён в концлагерь. В 1944 году обвинён в измене и приговорён к смертной казни, однако вскоре освобождён союзниками. Скончался в Риме в 1970 году.
Его сын Марио Гарибольди — видный итальянский деятель НАТО.